# Ehrenmünze für kirchliche Verdienste
Die Ehrenmünze für kirchliche Verdienste war eine Auszeichnung der Kirche der Altpreußischen Union.
Gestaltet waren die in Bronze gegossenen Medaillen von dem Berliner Bildhauer Hermann Hosaeus. Die Ehrenmünze wurde vom Kirchensenat auf Vorschlag der Konsistorien und nach Prüfung durch den Evangelischen Oberkirchenrat seit 1927 verliehen.